# Фонтана, Джованни Мария

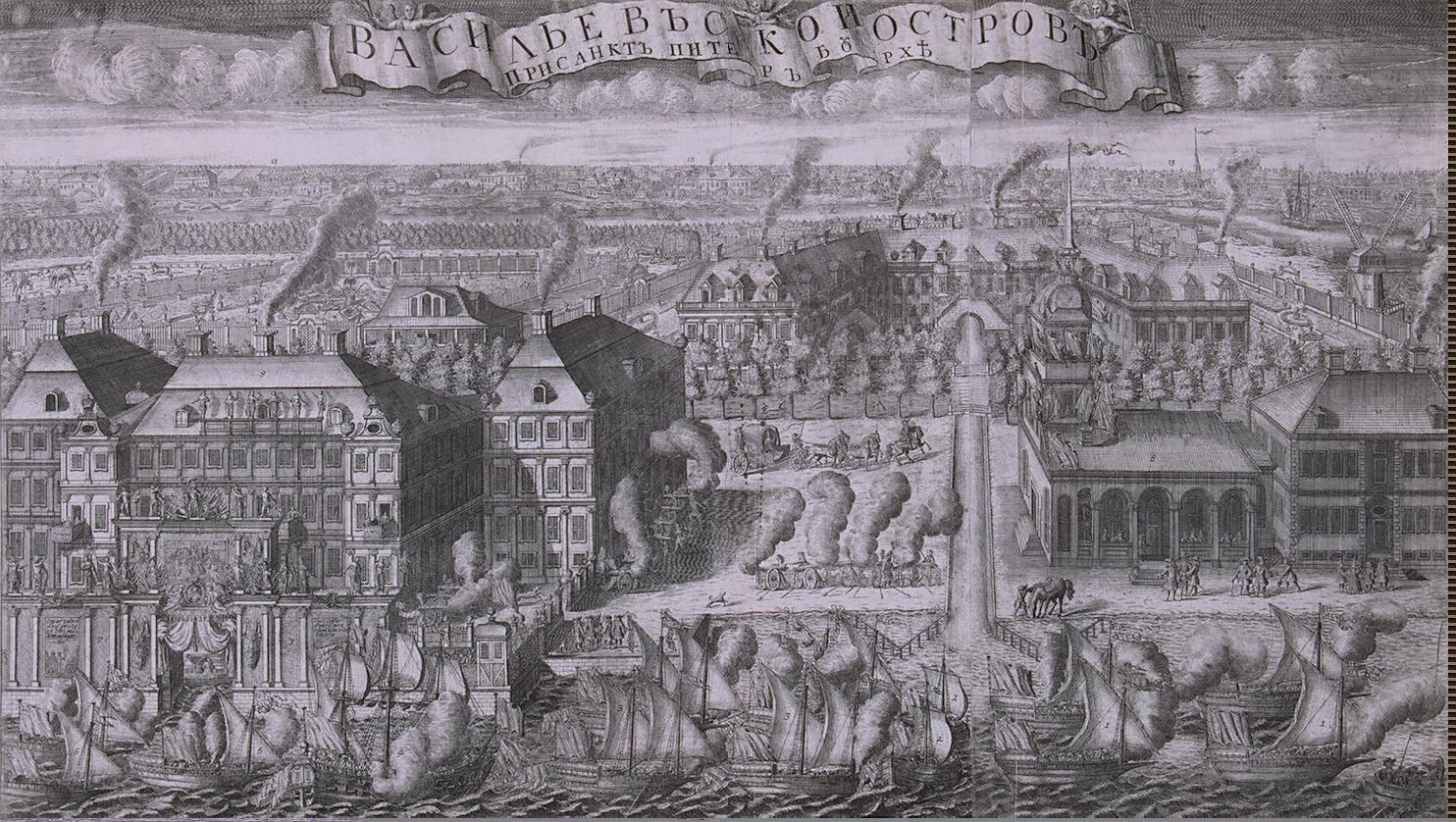
А. Ф. Зубов. Триумфальный ввод шведских судов в Санкт-Петербург после победы при Гангуте 9 сентября 1714 года. 1714. Офорт, резец (показаны усадьба Меншикова и посольский дворец на Васильевском острове)

Джованни Мария Фонтанa (итал. Giovanni Maria Fontana; 1670, Лугано — 1712 ?, по мнению некоторых специалистов, настоящее имя Франческо Фонтана) — итало-швейцарский архитектор барокко, работавший в Санкт-Петербурге и Москве.
Об архитекторе известно очень немногое. Некоторые источники утверждают, что в России в это время одновременно находились два Джованни Фонтаны, а также Франческо Фонтана, последний и являлся автором приписываемых Джованни Фонтане построек.

## Биография
Происходит из тессинской семьи потомственных каменщиков и строителей Фонтана, даты жизни неизвестны. Среди архитекторов и скульпторов в этой семье наиболее знаменит архитектор Карло Фонтана, которого некоторые исследователи считают дядей и учителем Джованни Марио.
Первое письменное свидетельство о пребывании Д. М. Фонтаны в России датировано 1703 годом: после подписания соглашения в Копенгагене с российским послом А. Измайловым Фонтана приезжает в Россию через Архангельск вместе с другими приглашёнными в Россию мастерами-тессинцами, среди которых был и «первый строитель» Санкт-Петербурга Доменико Трезини. По мнению И. Э. Грабаря, Фонтана мог участвовать в постройке и переделках различных триумфальных ворот в Москве в 1703—1704 годах. Первым заметным проектом становится перестройка меншиковского дворца в Немецкой слободе.
По мнению Т. А. Гатовой, работы Фонтаны иногда составляли прямое заимствование из архитектурных книг. Тем не менее, Фонтана после нескольких лет в Москве стал именоваться почётным тогда званием «архитектора» (в договоре 1703 года он был «мастером палатного и фортификационного строения»).
Согласно данным архивов, Фонтана переехал в Санкт-Петербург около 1710 года, практически одновременно с А. Д. Меншиковым. Тем не менее, имеются сведения, что в 1709 году Дж. М. Фонтана редактировал русское издание трактата Джакомо Бароцци да Виньолы «Правило пяти ордеров архитектуры» (Regola delli cinque ordini d’architettura).
Фонтана уехал из Петербурга в 1712 году или к 1714 году.

## Известные работы
- Перестройка Лефортовского дворца в Москве
- Меншиковский дворец в Санкт-Петербурге
- Большой Меншиковский дворец в Ораниенбауме
- Дворец Гагарина на Тверской в Москве (не сохранился)
- Перевод первой книги по архитектуре на русский язык (Д. Виньола, «Правило о пяти чинах архитектуры», 1709)[8]. Авторство Фонтаны известно из письма Петра I Матвею Гагарину, который в 1701—1709 году распоряжался в числе прочего московской типографией: «Книжку архитектурную, присланную от Вас, мы высмотрели, и в некоторых местах есть неисправно, чему при сем посылаем з знаками опись, и против того вели выправить архитектору Фонтане с кем-нибудь русским, кто хотя бы немного знал архитектуру».

Из московских зданий доказанным считается лишь авторство Лефортовского дворца и дворца князя М. П. Гагарина, атрибуция последнего И. Э Грабарём связана с несомненным знакомством Гагарина с Фонтаной (на авторстве «иностранного архитектора» уже в 1852 году настаивал В. Л. Снегирёв); некоторые исследователи приписывают ему и другие постройки в Москве:
- Т. А. Гатова считает возможным авторство Фонтаны в сооружении храма-колокольни во имя св. Исаакия Далматского в селе Степановском Раменского района (1703 год постройки по М. А. Ильину), однако П. А. Тельтевский датирует храм 1730-ми годами.
- А. П. Петров в 1956 году предположил, что Фонтана построил в начале 1710-х годов в Белом городе на Большой Никитской улице дом генерал-адмирала Ф. М. Апраксина, исходя из переписки Ф. М. Апраксина со его московским управляющим С. В. Рагузинским, которая ссылается на некоего «доброго архитектора италианца», присутствие которого на постройке продолжается до начала 1712 г.

### Лефортовский дворец
А. Д. Меншиков получил дворец Франца Лефорта от Петра I в начале 1707 года. Здание дворца, сооружённое в 1699 году под руководством Д. Аксамитова, не удовлетворяло Меншикова ни размерами, ни архитектурой. Проведённая под руководством Фонтаны в 1707—1709 годах перестройка изменила облик старого здания; к старому зданию были пристроены флигеля, и дворец был завершён добавлением замкнутого двора с парадными воротами.
Несмотря на последующие ремонты и перестройки, на стенах дворца сохранились детали ордерного оформления: пилястры, капители, архивольты, свидетельствующие о хорошем знании архитектором традиций классической архитектуры. По мнению И. Э. Грабаря, имело место прямое копирование чертежей из трактата Виньолы в архитектурные формы дворца: например, аркада внутреннего двора повторяет образцы Виньолы.

### Дворец Гагарина
В. И. Баженов в своей речи на закладке Большого Кремлёвского дворца сказал: «…а всех домов прекраснее дом князя Гагарина на Тверской». Дворец неоднократно перестраивался, но не дошёл до наших дней, так как был снесён в начале XX века для постройки доходного дома.
Т. А. Гатова указывает на сохранившиеся изображения и описания здания (по её мнению архитектурные членения на всех изображениях одинаковы):
- акварель Кваренги «Вид на церковь Успения на Покровке и дворец князя Гагарина на Тверской улице» (1797) в собрании музея архитектуры имени Щусева;
- план 1819 года, согласно которому дом был частью обширной городской усадьбы;
- четыре чертежа из «Альбомов» М. Казакова;
- акварель М. Садовникова «Вид на Тверскую улицу со стороны Тверской площади» (1833)
- описание и литография дворца в журнале «Русская старина» от 1852 года.

По описанию Т. А. Гатовой, дворец был двухэтажным с центральным и двумя бокововыми ризалитами. Между ризалитами в углублениях располагались террасы-лоджии, перекрытие над которыми поддерживалось тройными арками. Проездные ворота во двор усадьбы располагались в центре главного фасада; лестница на второй этаж находилась в правой части проездной арки. По бокам проездной арки располагались два глухих арочных проёма. Фасады дома были, видимо, украшены каменной резьбой: В. Л. Снегирёв в «Русской старине» за 1852 год отмечает, что «на лицевом фасаде этого дома разными его владельцами много сбито рельефных украшений, сделанных во вкусе архитектуры XVIII века и заимствованных из флорентийских жилых домов», а «на заднем фасаде дома — на двор — находился из второго этажа балкон с балясами, орнаментами на консолях; от всего этого оставались еще обломки каменных листьев, голов кариатид и фигур».
Позднее в здании были пробиты окна из третьего мезонинного этажа и в подвалах, парадная лестница заменена на две парных, изгибающихся к центру здания.
По мнению Т. А. Гатовой, декорации главного фасада дворца сходны с внешним убранством церкви Архангела Гавриила, «что на Чистом пруду» (Меншикова башня).

### Меншиковский дворец в Санкт-Петербурге
Строительство дворца в стиле петровского барокко началось в мае 1710 года по проекту Джованни Марии Фонтаны и Готфрида Иоганна Шеделя. K 1714 году большинство строительных работ было завершено, но отделка интерьеров велась до 1727 года. Пётр Первый называл этот дворец Посольским домом и проводил там почти все праздничные пиры и торжественные обеды. В 1970-х гг. дворец был отреставрирован, в настоящее время в нём находится музей — филиал Государственного Эрмитажа.

### Большой дворец в Ораниенбауме
Большой (Меншиковский) дворец — первый и наиболее крупный архитектурный памятник дворцово-паркового ансамбля «Ораниенбаум». Выстроен по заказу князя А. Д. Меншикова в 1711—1727 гг. Д. М. Фонтана руководил началом строительства, а с 1713 года оно продолжилось под руководством Г. И. Шеделя. С 1995 года велась реставрация дворца, и с 2011 года часть залов дворца открыты для посещения.